# قشلاق صوفي قدير (مقاطعة بيله سوار)
قشلاق صوفي قدیر (بالفارسية: قشلاق صوفی قدیر) هي منطقة سكنية تقع في إيران في أردبيل. يقدر عدد سكانها بـ 38 نسمة .